# Bisdom Abomey

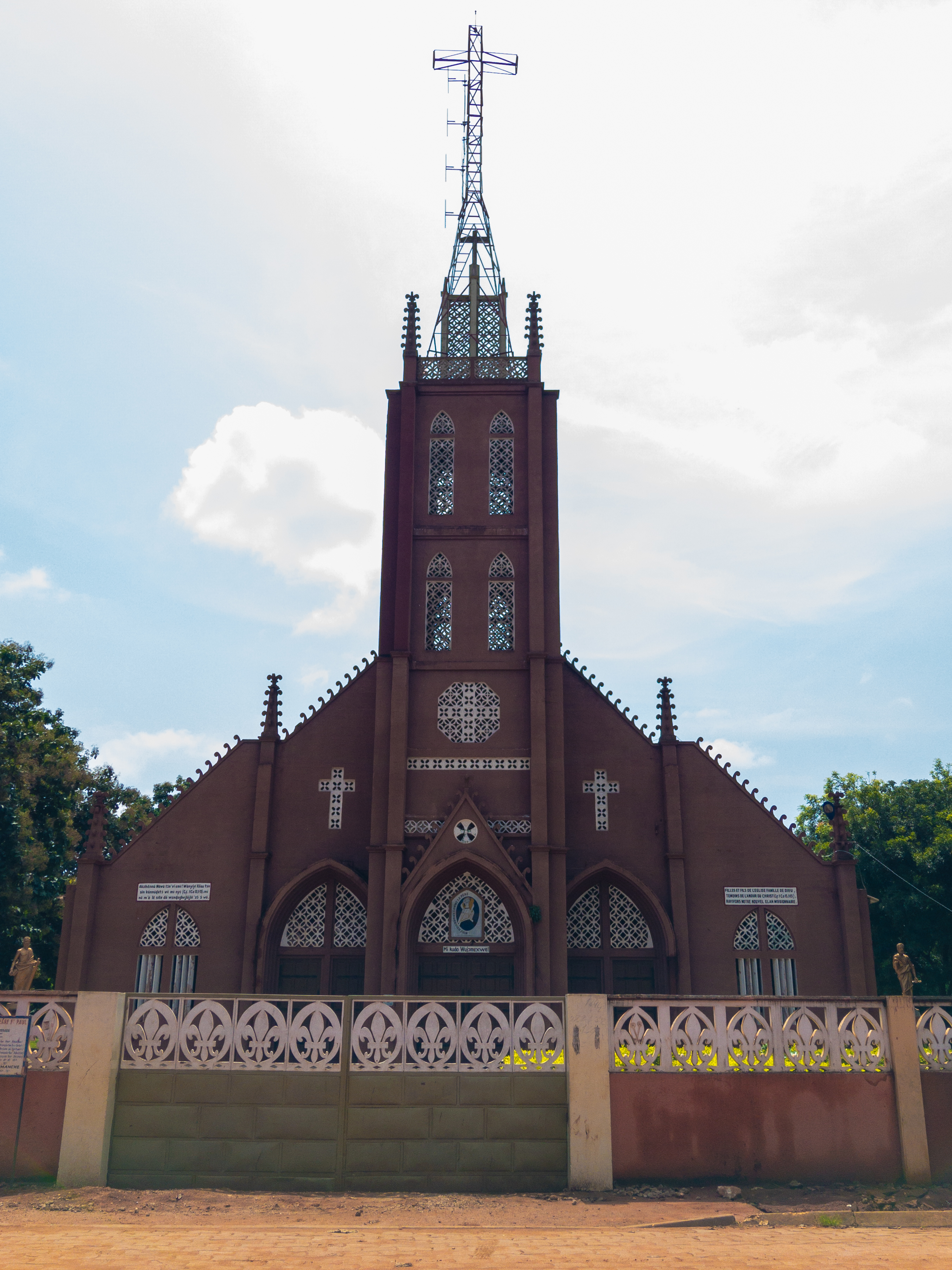
De kathedraal van Abomey

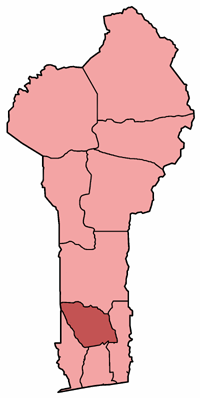
Het bisdom binnen Benin

Het bisdom Abomey (Latijn: Dioecesis Abomeiensis) is een rooms-katholiek bisdom in Benin. Het maakt onderdeel uit van de kerkprovincie Cotonou en werd opgericht in 1963. De zetelkerk is de kathedraal Saints-Pierre-et-Paul van Abomey.
Het bisdom heeft een oppervlakte van 5.243 km² en valt samen met het departement Zou. In 2022 telde het bisdom ongeveer 204.000 katholieken op een totale bevolking van 852.000, of 23,9% van de bevolking. Het bisdom telde toen 90 parochies bediend door 143 diocesane priesters.

## Bisschoppen
- Lucien Monsi-Agboka (1963-2002)
- René-Marie Ehouzou, C.I.M. (2002-2007)
- Eugène Cyrille Houndékon (2007-)